# Eclipse Foundation
Dit overzicht is mogelijk incompleet; u kunt helpen door het uit te breiden.
De Eclipse Foundation is een non-profitorganisatie die de leiding heeft over de ontwikkeling van Eclipse, een open-source IDE voor Java. De organisatie werd in januari 2004 opgericht door een consortium van softwareontwikkelaars, onder leiding van IBM, ter ondersteuning van het open-source Eclipse Project.

## Strategische leden
De strategische leden van de vereniging zijn leden die vertegenwoordigd zijn in de Eclipse Foundation Board of Directors. Hierdoor hebben ze zeggenschap in de ontwikkeling van Eclipse. Enkele van deze leden zijn: Borland, IBM, Intel, Nokia, Oracle Corporation, Sybase, Zend Technologies.